# GJ 1214
GJ 1214 (LHS 3275 / G 139-21) es una estrella de magnitud aparente +14,67.
Está encuadrada en la constelación de Ofiuco, visualmente a 22 minutos de arco de la variable UY Ophiuchi.
En diciembre de 2009 se descubrió un planeta en órbita alrededor de esta estrella.
GJ 1214 se encuentra a una distancia aproximada del sistema solar de 42 años luz.
Como tantas otras estrellas de nuestro entorno, es una enana roja de tipo espectral M4.5 V con una temperatura superficial de 3026 ± 130 K.
Su diámetro es una quinta parte del diámetro solar y gira sobre sí misma con una velocidad de rotación proyectada igual o inferior a 2 km/s.
Su masa equivale al 16 % de la que tiene el Sol y es una estrella de brillo muy tenue, con una luminosidad equivalente al 0,33 % de la luminosidad solar.
No se conoce con certeza su antigüedad, estimándose ésta en 6000-300+400 millones de años.

## Sistema planetario
El planeta descubierto —denominado GJ 1214 b— tiene una masa 6,55 veces mayor que la masa de la Tierra. Es un planeta de tipo «supertierra», entendiendo como tales a aquellos planetas extrasolares cuya masa mínima se encuentra entre 1,9 y 10 masas terrestres.
El radio de GJ 1214 b es 2,68 veces mayor que el radio terrestre, por lo que sus características son intermedias entre la Tierra y los gigantes de hielo del sistema solar.
| Acompañante (En orden desde la estrella) | Masa (MJ)       | Período orbital (días) | Semieje mayor (UA) | Excentricidad |
| ---------------------------------------- | --------------- | ---------------------- | ------------------ | ------------- |
| GJ 1214 b                                | 0,0179 ± 0,0027 | 1,58 días              | 0,0143 ± 0,0019    | < 0,27        |